# Toufik Kabri
Toufik Kabri, né le 24 janvier 1974 à Aïn Fakroun dans la wilaya d'Oum El Bouaghi, est un footballeur algérien qui évolue au poste de défenseur.

## Biographie
Sa carrière s'étale sur plus de 20 ans, de 1992 à 2013.
Il joue principalement avec les clubs du CRB Aïn Fakroun, de l'AS Ain M'lila, de l'USM El Harrach, et du NA Hussein Dey.

## Palmarès
- Champion d'Algérie en 1998 avec l'USM El Harrach.
- Accession en Ligue 1 en 2002 avec le NA Hussein Dey.
- Accession en Ligue 1 en 2013 avec le CRB Aïn Fakroun.